# Eumenes stenogaster
Eumenes stenogaster är en stekelart som beskrevs av Duane Isely 1917. Eumenes stenogaster ingår i släktet krukmakargetingar, och familjen Eumenidae. Inga underarter finns listade i Catalogue of Life.